# Gnathophis asanoi
Gnathophis asanoi är en fiskart som beskrevs av Emma S. Karmovskaya 2004. Gnathophis asanoi ingår i släktet Gnathophis och familjen havsålar. Inga underarter finns listade i Catalogue of Life.